# Jakob Olsen
Jakob „Jâkúnguaĸ“ Peter Jonas Olsen (22. listopadu 1890 Sisimiut – 10. července 1936 Nuuk) byl grónský katecheta, tlumočník a člen několika expedic.

## Život
Jakob Olsen byl synem Tomase Kristoffera Samuela Olsena (1843–1919) a Johanne Gjertrud Kirsten Inger Johansenové (1854–1911). Mezi jeho bratry patřil i misionář Gustav Olsen (1878–1950). Jakob Olsen navštěvoval Grónský seminář, který absolvoval v roce 1912. V témže roce se oženil s Hansine Rosine Kirsten Lyngeovou (1886–1941), dcerou bednáře Larse Christiana Rasmuse Vittuse Lyngeho (1855–1928) a jeho manželky Vitty Pouline Ane Elisabeth Margrethe Elbergové (1860–1930) a vdovou po malíři Stephenu Møllerovi (1882–1909).
Byl jmenován katechetou v Saqqaqu a později se přestěhoval do Ujarasussuku. Knud Rasmussen ho znal jako schopného řidiče psích spřežení a kajaků a v roce 1921 ho vzal s sebou na pátou expedici na Thule. Byl lovcem, řidičem psího spřežení a tlumočníkem výpravy. Společně s Kajem Birket-Smithem navštívil Tununirmiuty západně od Hudsonova zálivu. Therkela Mathiassena, s nímž prováděl vykopávky v Naajaatu a navštívil Southampton, zachránil před vražedným spiknutím. Na výpravě se naučil inuktituštinu a snažil se pohanské Inuity proselytovat. V roce 1923 odcestoval přes USA a Dánsko zpět do Grónska. V roce 1924 obdržel stříbrnou medaili Fortjenstmedaljen. V roce 1925 byl jmenován tlumočníkem a kapitánem lodi Landsfoged Knud Oldendow v Jižním Grónsku. V letech 1927 až 1928 byl v Dánsku, aby pomohl Knudu Rasmussenovi vyhodnotit výsledky expedice. V roce 1927 napsal knihu Akilinerminulerssârut, která byla první knihou s poznatky z expedice a první grónskou knihou o dalších inuitských národech, kterým Gróňané říkají akilinermiut, tedy obyvatelé země na druhé straně moře.
Jakob Olsen zemřel v Nuuku v roce 1936 ve věku 45 let.